# Индроа
Индроа (фр. Indrois) је река у Француској. Дуга је 69 km. Улива се у Ендр. 